# Thin Ice - Tre uomini e una truffa
Thin Ice - Tre uomini e una truffa (Thin Ice, originariamente The Convincer) è un film del 2011 diretto da Jill Sprecher.

## Trama
Mickey Prohaska è un piccolo agente assicurativo con migliori ambizioni e prospettive, che cerca il modo e i fondi per mettere in piedi un'attività tutta sua assieme alla moglie e di abbandonare il freddo Wisconsin. Convinto di poter raggirare chiunque con la sua parlantina, tenta una truffa ai danni di un vecchio e solitario contadino, possessore di un raro e preziosissimo violino. Il titolo italiano dato a questa pellicola è chiaramente sbagliato perché gli uomini coinvolti nella truffa sono più di tre, verso la fine del film la voce narrante dice "cinque", ma anche di più.